# عديل أحمد
عديل أحمد (بالإنجليزية: Adeel Ahmed) هو لاعب كرة قدم باكستاني في مركز الوسط، ولد في 25 أبريل 1983 في باكستان. شارك مع منتخب باكستان لكرة القدم. أما مع النوادي، فقد لعب مع نادي كي أر إل.

## وصلات خارجية
- عديل أحمد على موقع قاعدة بيانات كرة القدم.إي يو (الإنجليزية)
- عديل أحمد على موقع ناشيونال فوتبول تيمز (الإنجليزية)
- عديل أحمد على موقع GSA (الإنجليزية)